# حصار بولوتسك (1563)
حصار بولوتسك هو حصار قلعة بولوتسك الليتوانية الذي حدث خلال شتاء عامي 1562 و1563. يُعد هذا الحصار واحدًا من أضخم الحملات العسكرية التي شنها الجيش الروسي في القرن السادس عشر، إذ ترك سقوط المدينة أصداءً واسعة في أوروبا بأسرها، وعزز من مكانة القيصر الروسي. ويعتبر الحصار واحدًا من أعظم الحصارات في تاريخ روسيا قبل تأسيس الإمبراطورية.

## الخلفية
أنهى الروس حربهم مع فرسان ليفونيا في عام 1560، قُسّمت الأراضي بين السويد وموسكوفيا وليتوانيا، إلا أن القيصر إيفان لم يكن راضيًا عن الأوضاع السائدة فأشعل الحرب مع ليتوانيا. دمّرَ الروس مستيسلافل، ونفذ البولنديون غارات في ليفونيا إذ وقعت معركة كبرى بالقرب من نيفيل، مما أدى إلى عجز كتيبة روسية كبيرة عن صد ومطاردة مجموعة من البولنديين.

### التحضير للحملة
بدأت الاستعدادات لغزو واسع النطاق لليتوانيا في خريف عام 1562، وكان الهدف منها الاستيلاء على حصن بولوتسك. حاول الملك زيجمونت في هذا الوقت التفاوض لتفادي الصراع، خشية من القوة الروسية، لكن دون جدوى. تجمعت القوات الموسكوفية من 17 مدينة، وجرت الحملة بروح الحملات الصليبية بهدف تحرير المدن الروسية القديمة من الاحتلال الكاثوليكي.
كانت القلعة ذاتها مدينة صناعية غنية ومحصنة تحصينًا جيدًا، إذ كانت المدينة مقسمة إلى عدة أقسام، ومحاطة بخنادق وسياج من الخشب، وكان بها أيضاً قلعة. تجمعت القوات في موجايسك، ونفّذت تحضيرات روتينية عدة أيام، وقبل الحملة بشكل نهائي، قرر إيفان إجراء دخول احتفالي إلى المدينة. وتحرك الجيش نحو بولوتسك في 17 ديسمبر.

### قوى الأحزاب
تحركت موسكو وفقًا للتقارير التاريخية بجيش كبير نحو المدينة، إذ تشير بعض المصادر إلى أن الجيش كان يضم 360,000 جندي، إلا أن هذه الأرقام مبالغ فيها. يوثق "كتاب بولوتسك" (الروسية: Полоцкая книга) وهو مجموعة من الوثائق حول الحملة، أن العدد الفعلي للجيش كان 31,206 جنود. يُعتقد أن تعزيزات إضافية من التتار انضمت إلى الجيش ليصل العدد الإجمالي إلى نحو 45,000. يُذكر أيضًا أن القوة الليتوانية المدافعة كانت تتراوح بين 2,400 إلى 6,000 جندي.

## الحملة العسكرية

### التقدم نحو المدينة

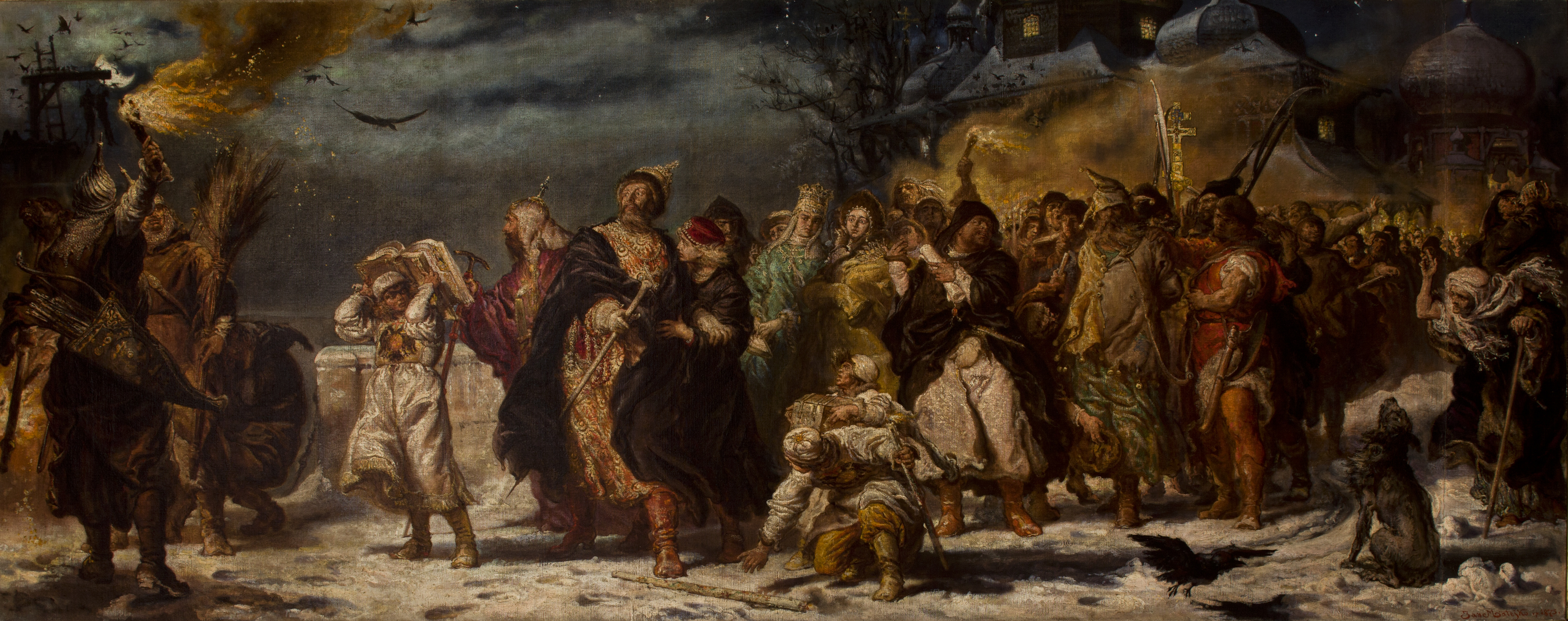
القيصر الروسي إيفان الرهيب

واجهت القوات تحديات لوجستية كبيرة خلال تقدم الجيش الروسي نحو المدينة، بما في ذلك تأمين خطوط الإمداد والحفاظ على سرعة الحركة، وأدت هذه التحديات إلى صعوبات في الحفاظ على الانضباط والتماسك داخل الجيش، وقد استغل الليتوانيون هذه الفرصة لتعزيز دفاعاتهم استعدادًا للحصار.

### العمليات العسكرية
بدأ الحصار الروسي للمدينة في 31 يناير 1562، وخُطِّط لاقتحام المدينة عبر الجليد المتجمد لبحيرة مجاورة، لكن هذا الفعل كان
خطيرًا للغاية واضطر إلى إعادة التخطيط. خطط رادزيفيل لشن هجوم مضاد يهدف إلى إجبار الروس على رفع الحصار، ولكن الهجمات الروسية المبكرة في 5 فبراير شملت إشعال النار في الأبراج الأمامية والسيطرة عليها، قبل أن يتم الانسحاب بعد مواجهة مقاومة شديدة بسبب نقص المدفعية الثقيلة.

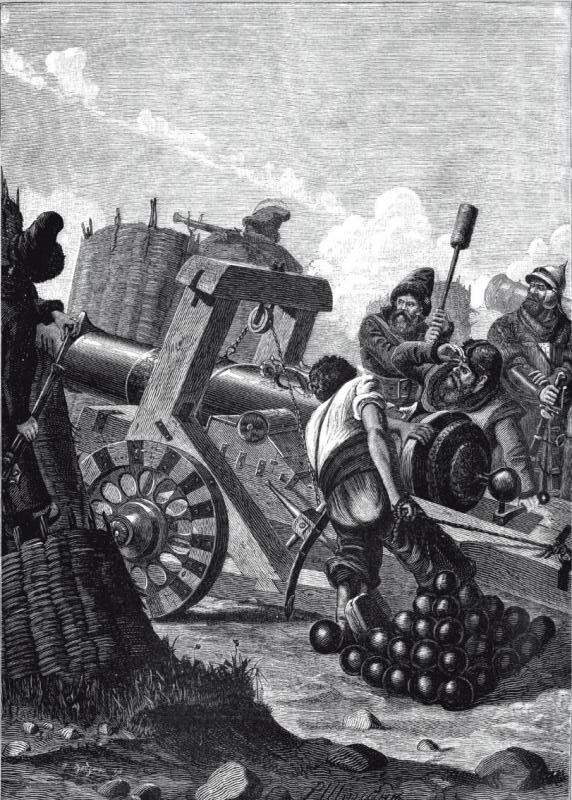
مدفعية الحصار الروسية

### المفاوضات الأولية
وافق القيصر إيفان على طلب الحامية إجراء مفاوضات في مساء الخامس من فبراير، فوصلت إليه بعثة من نبلاء المدينة الأرثوذكس. طلبوا مهلة حتى السادس من فبراير ووافق الموسكوفيون على ذلك. ووصلت بعثة جديدة في اليوم التالي، إذ طلبت الحامية تمديد الوقت مرة أخرى حتى التاسع من فبراير، لكن 

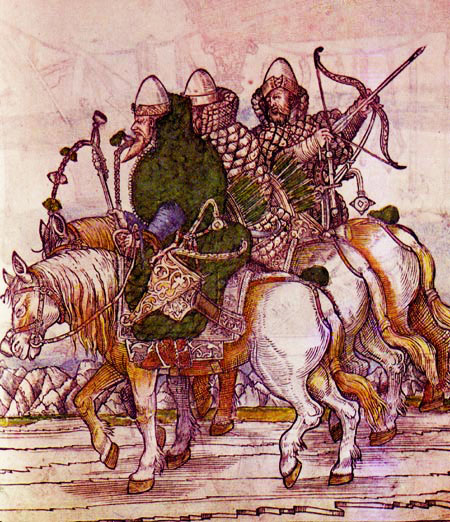
نخبة الجيش الموسكوفي (سلاح الفرسان النبيل)

إيفان وافق على تمديده حتى السابع من فبراير فقط. حاولت الحامية خلال الأيام التالية، باستمرار تأخير المفاوضات، وبدأ الروس مجددًا في قصف المدينة.

### استسلام الحامية
اندلعت الفوضى داخل المدينة عندما بدأ القصف العنيف بالمدفعية الثقيلة، ودُمر ما يصل إلى 3000 ياردة في يوم واحد فقط، وبدأ الهجوم الثاني. عقب ذلك، استولى فصيل دميتري خفوروستين على الجزء الرئيسي من المدينة - فيليكي بوساد، الذي كان مشتعلاً بالنيران. تكبد الجزء البولندي من الحامية خسائر فادحة في هذه المعركة. وحاولت الحامية في ظل وضع يائس، تنفيذ خروج مسلح لكن دون جدوى، وعادت إلى ما تبقى من الحصن. لم يعد هناك معنى لاستمرار المقاومة، حتى استسلمت الحامية في الخامس عشر من فبراير على شروط معتدلة نسبيًا، وأطلق الروس سراح البولنديين الذين دافعوا ببسالة دون أن يأخذوا منهم أسلحتهم أو راياتهم وقبلوا اللاجئين السلميين في المخيم، مع توفير الإمدادات والعناية لهم. كانت هذه المرونة ناجمة عن رغبة في تجنب جر بولندا إلى الحرب.

## النتيجة
استولت موسكو نتيجة لذلك على حصن بالغ الأهمية، مما فتح لها الطريق إلى فيلنا، ويُعد الحصار كواحد من أبرز الانتصارات الروسية في الحرب الليفونية.

## التداعيات
ظلّت المدينة تحت سيطرة الروس لمدة 16 عامًا أخرى، وحتى النجاح الكبير الذي تحقق في معركة "أولا" بعد عام لم يمكن الليتوانيين من التعدي على الحصن. لكن هذا تغير عندما استعاد ستيفان باتوري المدينة في عام 1579.